# Матео Каркаси
Матео Каркаси (на италиански: Matteo Carcassi) (1792 – 16 януари 1853) е италиански класически китарист и композитор.

## Биография
Каркаси е роден във Флоренция и първоначално изучава пиано, но се научава да свири на китара още като дете. През 1810 г. се мести в Германия. През 1815 г. живее в Париж където се преподава уроци по пиано и китара. През 1823 г. изнася серия от концерти в Лондон с огромен успех. Преустановява концертната си практика през 1840 г. Умира в Париж през 1853 г.

## Творчество
Заедно с Фердинандо Карули и Мауро Джулиани Каркаси е един от представителите на класическата италианска китарна школа. Много от неговите съчинения (сонати, рондо, капричии, валсове и др.) влизат в репертоара на съвременните изпълнители. Автор е на школа по китара (оп. 59) публикувана в Майнц през 1836 г. както и на други значими педагогически етюди. Най-известните му творби са събрани в оп. 60 „25 етюда за китара“.